# Sant Joan de Mollet
Sant Joan de Mollet est une commune de la province de Gérone, en Catalogne, en Espagne dans la comarque de Gironès.